# Бескильница Леммона
Бески́льница Ле́ммона (лат. Puccinellia lemmonii) — вид цветковых растений рода Бескильница (лат. Puccinellia).

## Ареал и местообитание
В природе вид произрастает на западе Северной Америки, особенно на северо-западе США, где растёт на влажных, солёных почвах (галофит).

## Ботаническое описание
Многолетнее травянистое растение, формирующее кустики-кочки из стеблей до 40 см высотой. Листья очень узкие, почти волосоподобные. Соцветие — колос, состоит из нескольких грубоопушённых колосков.

## Синонимика
- Atropis lemmonii (Vasey) Vasey
- Glyceria lemmonii (Vasey) Vasey
- Poa lemmonii Vasey
- Puccinellia rubida Elmer[1]